# Trollfest
Trollfest, aussi stylisé TrollfesT, est un groupe de folk metal norvégien, originaire d'Oslo. La plupart des paroles de Trollfest sont écrites dans un langage nommé « trollspråk », qui est un mélange de norvégien et d'allemand.

## Biographie
Jostein « Trollmannen » Austvik et John Espen « Mr.Seidel » Sagstad se connaissent depuis longtemps. Après s'être perdus de vue, ils se revoient quelques années plus tard à Oslo où Sagstad étudiait. Ensemble, avec leurs camarades de classe Martin « PsychoTroll » Storm-Olsen et Eirik « TrollBank » Renton, ils forment TrollfesT en 2003,. Le groupe est initialement formé « pour rigoler », mais il devient, pendant son existence, sérieux.
Ils enregistrent une première chanson intitulée Drekka Konkurranse. Le groupe publie son premier album Willkommen Folk Tell Drekka Fest le 15 mars 2005, au label allemand Solistitium Records. Le titre peut littéralement se traduire en français par « Bienvenue aux gros picoleurs ». Leur deuxième album Brakebein est publié le 24 mai 2006 toujours chez Solistitium qui se renommera Omvina. En 2007, le groupe donne son premier concert au Barther Metal Openair en Allemagne. Leur troisième album Villanden est publié le 9 janvier 2009 au label allemand Twilight. Il est suivi par l'EP Uraltes Elemente.
En janvier 2011, le groupe signe avec le label NoiseArt Records, où ils publient leur album En kvest for den hellige gral le 22 avril la même année. 
En 2019, le groupe participe à une tournée en Europe avec Turisas et Korpiklaani, dans le cadre du "Wayfarer and Warriors". La tournée démarre le 21 février à Esch-sur-Alzette au Luxembourg, pour se terminer le 24 mars à Cologne, en Allemagne.

## Style musical
Inspiré par le groupe finlandais Finntroll,, Trollfest développe un style musical unique variant plusieurs genres incluant humppa, tango, reggae, valse et ska. TrollfesT n'utilise pas de synthétiseur contrairement à Finntroll, mais plutôt des instruments folkloriques incluant guitare acoustique, accordéon, trompette, mandoline et banjo.
La plupart des paroles de Trollfest sont écrites dans un langage nommé « trollspråk », qui est un mélange de norvégien et d'allemand. Le concept du trollspråk a évolué par hasard. Au début, le groupe décide de chanter uniquement en allemand, une langue qui lui paraissait sombre. Cependant, aucun des membres ne s'applique en allemand, et ils décident par la suite d'adapter leurs textes en une grammaire fantaisiste allemande. Leurs paroles sont superficielles et dépourvues de sens.

## Membres

### Membres actuels
- Trollbank – batterie (depuis 2003)[1]
- Mr. Seidel – guitare (depuis 2003)[1]
- Trollmannen – chant (depuis 2003)[1]
- Dr. Leif Kjønnsfleis – guitare, chant (depuis 2011)[1]
- DrekkaDag – saxophone (depuis 2011)[1]
- Lodd Bolt – basse (depuis 2012)[1]

### Anciens membres
- Psychotroll – basse (2003-2012)[1]
- Manskow – accordéon, banjo (2009-2015)[1]
- St Beinhard – guitare (2009-2012)[1]
- Per Spelemann – guitare (2009-?)[1]

## Discographie

### Albums studio
- 2005 : Willkommen Folk Tell Drekka Fest
- 2006 : Brakebein
- 2009 : Villanden
- 2011 : En Kvest For Den Hellige Gral
- 2012 : Brumlebassen
- 2014 : Kaptein Kaos
- 2017 : Helluva
- 2019 : Norwegian Fairytales
- 2022 : Flamingo Overlord

### Démo
- 2004 : Promo

### EP
- 2009 : Uraltes Elemente

### Compilations
- 2024 : 20 Years in the Wrong Lane